# Csihszi
Csihszi (egyszerűsített kínai írással: 鸡西市, pinjin: Jīxī) prefektúra szintű város Kínában, Hejlungcsiang tartományban. Lakosainak száma 1 502 060 fő (2020).

## Népesség
| 2010 | 1 862 165 |
| 2020 | 1 502 060 |